# Carmelo (Uruguay)
Carmelo è una cittadina dell'Uruguay situata nel dipartimento di Colonia. È la seconda città per grandezza del dipartimento.

## Geografia fisica
Carmelo sorge presso la confluenza del torrente Las Vacas nel Río de la Plata. È situata a 85 km a nord-ovest dal capoluogo dipartimentale Colonia del Sacramento e 262 km a nord-ovest dalla capitale nazionale Montevideo.

## Storia
Fu fondata il 12 febbraio 1816 dal colonnello José Gervasio Artigas. In un documento del 1826 è nominata per la prima volta la popolazione "Del Carmelo" e il villaggio con il nome di Carmelo. In origine, favorita dalla sua posizione geografica, era un luogo frequentato da banditi, contrabbandieri e vi si tenevano tutti i tipi di traffici illeciti.
Il 17 agosto del 1842 vi si accampò Giuseppe Garibaldi impegnato nella difesa della Repubblica contro gli argentini. Nel 1870 iniziarono ad arrivare i primi immigrati italiani. Il 1º maggio del 1912 veniva costruito il famoso ponte girevole unico del suo genere in tutto il Sudamerica.

### L'emigrazione italiana
L'emigrazione italiana in Uruguay iniziò nel 1879 e terminò nel 1930. Il flusso migratorio non giunse a valicare le 90.000 unità. La maggior parte dei connazionali era composta da liguri, piemontesi e campani e il figlio di uno di questi primi emigranti, José Serrato diventò nel 1920 presidente della Repubblica.

## Cultura

### Istruzione

#### Musei
- Museo e Archivio del Carmen
- Museo del Legno

## Infrastrutture e trasporti
Carmelo è attraversata dalla strada 21 che unisce la cittadina portuale di Colonia del Sacramento con Mercedes.